# روداکوف
روداکوف (انگلیسی: Rudakov) یک کوه آتشفشانی در جزایر کوریل کشور روسیه است.